# Агапов Микола Юрійович
Мико́ла Ю́рійович Ага́пов (нар. 13 січня 1993, Харків, Україна) — український футболіст, нападник клубу «Паханг».

## Життєпис

### Клубна кар'єра
Вихованець харківських клубів «Арсенал» і «Металіст». Розпочинав грати за низу аматорських клубів, а з 2013 року грав за чернігівську «Десну» та харківський «Геліос» в Першій лізі України.
На початку вересня 2016 року став гравцем іншого першолігового клубу, краматорського «Авангарда».
У 2017—2019 роках грав у Туреччині за аматорські клуби «Гебзеспор» (Гебзе) та «Іселспор», а потім недовго перебував в узбецькій команді «Сурхан» (Термез).
У другій половині 2019 року грав за український аматорський «Універ-Динамо» (Харків), а на початку 2020 року став гравцем «Альянсу» (Липова Долина) з Першої ліги. У цій команді вінгер став ключовим виконавцем і мав відмінні показники результативності у двох сезонах поспіль (9 голів та 3 асисти у 26 матчах в Першій лізі 2020/21 і 6 голів та 4 асисти у 19 матчах Першої ліги 2021/22). У червні 2021 року був визнаний ПФЛ та «UA-Футбол» найкращим гравцем травня в Першій лізі.
Після повномасштабного вторгнення Росії втік з України і до кінця 2022 року грав за узбецький «Машал», де також виявив себе успішно, забивши 8 голів у 17 матчах місцевої Про-Ліги. Однак домовитися з азійським клубом про продовження співпраці Миколі не вдалося, і з 1 січня він залишився без команди.
У березні 2023 року перейшов у казахський «Акжайик», де грав до кінця року, після чого у лютому 2024 року перейшов в малайзійський «Паханг».